# Gäddsjön (Åsele socken, Lappland, 714433-159941)
Gäddsjön är en sjö i Åsele kommun i Lappland och ingår i Lögdeälvens huvudavrinningsområde. Sjön har en area på 0,364 kvadratkilometer och ligger 503 meter över havet.

## Delavrinningsområde
Gäddsjön ingår i det delavrinningsområde (714439-160029) som SMHI kallar för Utloppet av Gäddsjön. Medelhöjden är 537 meter över havet och ytan är 2,85 kvadratkilometer. Det finns inga avrinningsområden uppströms utan avrinningsområdet är högsta punkten. Vattendraget som avvattnar avrinningsområdet har biflödesordning 3, vilket innebär att vattnet flödar genom totalt 3 vattendrag innan det når havet efter 161 kilometer. Avrinningsområdet består mestadels av skog (77 procent). Avrinningsområdet har 0,37 kvadratkilometer vattenytor vilket ger det en sjöprocent på 12,9 procent.